# استودیوهای پاین‌وود

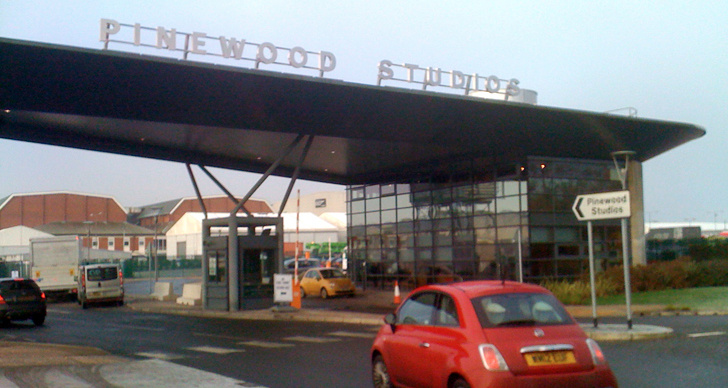
ورودی استودیو پاین‌وود

استودیوهای پاین‌وود (انگلیسی: Pinewood Studios) استودیوهای فیلم‌سازی و تلویزیونی در منطقه آیور، باکینگهام‌شر، انگلستان است.
این استودیو فیلم‌سازی که زیر نظر گروه پاین‌وود فعالیت می‌کند محل ساخت فیلم‌های مطرحی همچون جیمز باند، هری پاتر و ادامه بده بوده‌است.

## تاریخچه
استودیوهای پاین وود در ملک هیثر دن هال که یک خانه ویکتوریایی بزرگ بود ساخته شد. کلنل گرانت موردن که یک سرمایه دار کانادایی و نماینده مجلس منطقه «برنتفورد و چیسویک» بود، ملک را خرید، داخل خانه تغییراتی ایجاد کرد و یک حمام ترکی، زمین مخصوص بازی اسکواش در آنجا ساخت. ملک محل ملاقات‌های سیاستمداران رده بالا و دیپلمات‌ها شده بود. پس از مرگ کلنل، میلیاردری به نام چارلز بوت خانه را خریداری و به یک باشگاه محلی تبدیل کرد.
در سال ۱۹۳۵ متدیست و تاجری به نام جی.آرتور رنک با چارلز بوت شریک شد و این مکان را به یک استودیوی سینمایی تبدیل کردند. بوت طراحی استودیوها را متأثر از استودیوهای فیلمسازی هالیوود در کالیفرنیا انجام داد و نام استودیوی جدید را پاین‌وود گذاشت.
دسامبر همان سال ساخت و ساز شروع شد و هر سه هفته یکبار یک سن فیلمبرداری آماده بهره‌برداری می‌شد. ۹ ماه بعد پروژه کامل و یک میلیون پوند هزینه ساختن استودیوها شد. نخست پنج استیج و یک تانکر آب با ظرفیت ۶۵ هزار گالون آماده بهره‌برداری داشتند. روز۳۰ سپتامبر ۱۹۳۶ دکتر لزلی برگین، منشی پارلمان انگلستان رسماً استودیوها را افتتاح کرد. نخستین فیلمی که در استودیو پاین وود فیلمبرداری شد، ملودی لندن (۱۹۳۷) بود. بخش‌هایی از فیلم در استودیوهای بریتیش و دومینیونز امپریال فیلمبرداری شده بود اما آتش‌سوزی فیلمبرداری را تعطیل کرده بود.

## فیلم‌شناسی
- اریحا
- جوان و بی‌گناه
- پیگمالیون
- زندگی ربوده‌شده
- برق‌گیر
- نارکیسوس سیاه
- آرزوهای بزرگ
- کفش‌های قرمز
- الیور توئیست
- باج‌گیری
- خیانت ملی
- اهمیت جدی بودن
- ساخت بهشت
- سیمبا
- مرد لحظه‌ها
- نبرد رود پلاته
- شاهزاده و مانکن
- تنها شانس من
- داستان دو شهر
- ۳۹ قدم
- یاقوت کبود
- خلیج ببر
- مرز شمال غربی
- به دنبال یک ستاره
- نگاه دزدکی
- پسران و عشاق
- دکتر نو
- خائنان
- کلید
- از روسیه همراه با عشق
- جلسه احضار ارواح در یک بعدازظهر بارانی
- باد سخت در جامائیکا
- گلوله آتشین
- خرطوم
- رومئو و ژولیت
- مردان پرابهت در طیاره‌های پرسرعت
- قهرمانان تلمارک
- فارنهایت ۴۵۱
- کنتسی از هنگ‌کنگ
- کازینو رویال
- شما فقط دو بار زندگی می‌کنید
- زیبابین
- مغز بیلیون دلاری
- چیتی‌چیتی بنگ‌بنگ
- نبرد بریتانیا
- سالگرد
- در خدمت سرویس مخفی ملکه
- زندگی خصوصی شرلوک هولمز
- دیوید کاپرفیلد
- جین ایر
- تعرض
- زپلین
- ویولون‌زن روی بام
- الماس‌ها ابدیند
- جنون
- کارآگاه
- روز شغال
- زندگی کن و بگذار بمیرد
- گتسبی بزرگ
- باغ وحش شیشه‌ای (تلویزیون)
- طلا
- باگزی مالون
- امر غریب
- ملاقات با مردمان برجسته
- سوپرمن
- مرگ بر روی نیل
- سی و نه پله
- نخستین سرقت بزرگ قطار
- مون‌ریکر
- سوپرمن ۲
- برخورد تایتان‌ها
- دروازه بهشت
- ویکتور ویکتوریا
- گزینه نهایی
- ردپای پلنگ صورتی
- نفرین پلنگ صورتی
- سوپرمن ۳
- اختپوسی
- سوپرگرل
- متصدی لباس
- پادشاه داوود
- افسانه
- بیگانه‌ها
- روزهای روشن زندگی
- غلاف تمام‌فلزی
- سوپرمن ۴: در جستجوی صلح
- بتمن
- بدون راه حل
- ماجراهای بارون مایچوزن
- جنگ و یادبود (تلویزیون)
- کافکا
- درست مانند یک زن
- بازگشت بتمن
- پسر پلنگ صورتی
- باغ اسرارآمیز
- فرانکنشتاین (تلویزیون)
- زیبای سیاه
- انسان
- هکرها
- پوآرو (تلویزیون)
- اولین شوالیه
- موجودات درنده
- مأموریت غیر ممکن
- روح کانترویل (فیلم ۱۹۹۶)
- طوفان سفید
- اویتا (فیلم)
- عنصر پنجم
- قدیس
- شغال
- افق رویداد
- چشمان کاملاً بسته
- فردا هرگز نمی‌میرد
- انتقام‌جویان
- بین
- مرلین (تلویزیون)
- تله‌گذاری
- هورنبلوئر (تلویزیون)
- یک جنایت بی‌نقص
- فانوس دریایی
- منسفیلد پارک
- توپولوها (تلویزیون)
- دنیا کافی نیست
- قلم‌پرها
- مردی که گریست
- الماس
- لارا کرافت: مهاجم مقبره
- بازگشت مومیایی
- معما
- وحی
- هورنبلوئر II
- ساعت‌ها
- آیریس
- شارلوت گری
- کی-۱۹: بیوه‌کن
- میراندا
- سیاره میمون‌ها
- توپولوها
- روزی دیگر بمیر
- ساعت‌ها
- توم ریدر ۲
- هورنبلوئر
- اسکندر
- شبح اپرا
- لارا کرافت مهاجم مقبره: گهواره حیات
- الفی
- ام آی فایو
- چارلی و کارخانه شکلات‌سازی
- هری پاتر و جام آتش
- آرتور شاه
- سرگذشت ریدیک
- چکمه‌های غیر عادی
- هفت‌تیر
- ام آی فایو III
- رمز داوینچی
- فرزندان انسان
- وی مثل وندتا (Reshoots)
- شصت و شش
- دکتر هو (U Stage)
- کازینو رویال
- غبار ستاره
- اراگون
- پنلوپه
- اولتیماتوم بورن
- ۱۴۰۸
- گروه آی‌تی - سری ۱
- دکتر هو
- مرد گرگ‌نما
- هری پاتر و یادگاران مرگ - قسمت اول
- سفرهای گالیور
- دزدان دریایی کارائیب: سوار بر امواج ناشناخته
- پرومتئوس